# اکبرآباد راه نیز
اکبرآباد راه نیز روستایی در دهستان بلورد بخش بلورد شهرستان سیرجان استان کرمان ایران است.

## جمعیت
بر پایه سرشماری عمومی نفوس و مسکن در سال ۱۳۹۵ جمعیت این مکان ۱۴۸ نفر (۴۰خانوار) بوده‌است.